# レイ・グーセンス
レイ・グーセンス（Ray Goossen、1924年 - 1998年）は、ベルギーのアニメ監督。レイ・グーセンと表記される場合もある。

## 経歴
ベルギーのメルクセム生まれ。第二次世界大戦中および戦後しばらくは漫画家やイラストレーターとして生計を立てていたが、その後にコマーシャル・フィルムの撮影を始め、知り合いの誘いによりベルヴィジョン・スタジオで初代『タンタン』の連続テレビアニメや長編アニメ映画『ピノキオの宇宙大冒険』を手掛ける。これはピノキオが銀河系宇宙に飛び立って活躍するという、ピノキオのキャラクターを借りたオリジナル・ストーリーである。ベルヴィジョン・スタジオを退社した後は、フランス国営放送 (RTF) 向けに『ムスティ』を手がける。このほか、いくつかのアニメーションも監督している。

## タンタンのテレビシリーズ
『タンタン』のアニメといえばカナダのネルバナが製作した『タンタンの冒険』が一般に知られているが、本国ベルギーでもテレビアニメが作られていた。グーセンスは初代テレビシリーズを手がけており、1964年に約1時間に編集した「ビーカー教授事件」が日本でもカートゥーン ネットワークで放映されている。他のアニメは未公開・未輸入とされているが、1964年頃に『チンチンの冒険』というタイトルでモノクロ版がフジテレビで放映されている。これがレイが手がけた初代テレビシリーズなのか、それ以前に作られていたモノクロ版アニメかは定かではない。
なお、テレビシリーズの一編である「ビーカー教授事件」の編集バージョンは、劇場版アニメーション『タンタンの冒険旅行』のDVD-BOXに収められている。

## 代表作
- タンタンの冒険旅行（テレビ）
- アステリックス（映画）
- ピノキオの宇宙大冒険（映画）
- ムスティ（テレビ）